# Cheiraster cribellum
Cheiraster cribellum is een zeester uit de familie Benthopectinidae.
De wetenschappelijke naam van de soort werd in 1893 gepubliceerd door Alfred William Alcock.